# イスラエル総保安庁
イスラエル公安庁またはイスラエル総保安庁（ヘブライ語：שירות הביטחון הכללי）とは、イスラエルの防諜機関。

## 概要
正式名称は「イスラエル公安庁」であるが、「シャバック」（שב"כ）もしくは「ハ-シャバック」（השב"כ）と通称される（後述）。首相府直轄の組織で、要員は2000名から5000名と推定されている。長官は政治任命で、任期は5年。根拠法は2002年11月26日に制定された通称「ISA法」（「ISA」はイスラエル公安庁（英語：Israel Security Agency）の略）である。
主にイスラエル国内と撤退後のガザを含めたイスラエル国防軍占領地区で治安維持活動や防諜活動に従事している。諜報特務庁（モサド）や政治調査センター（ママッド）、参謀本部諜報局（アマン）などと共にイスラエル情報コミュニティーのメンバーである。
「シャバック」という通称はヘブライ語名の「シェルート・ハ-ビタホン・ハ-クラリー」（שירות הביטחון הכללי）の頭文字「シン・ベート・カフ（ש・ב・כ）」に母音を付けた略称である。欧米では1960年代まで使われていた旧名の「シェルート・ハ‐ビタホン」（שירות הביטחון）の頭文字「シン・ベート」（ש"ב）が組織名として定着しており、現在でもそう呼ばれる事が多いがイスラエルでは一般的ではない。なお欧米の影響で、日本のマスメディアや書籍でも「シンベト」「シンベット」との表記が目立つ。

## 任務と役割
- テロ活動や暴力革命により治安を乱そうとするものに対する公安業務
- イスラエル人（ユダヤ人・アラブ人双方）のテロ組織の摘発
- テロ容疑者の尋問
- ヨルダン川西岸地区とガザ地区における反テロ活動のための諜報活動
- 防諜活動
- 政府高官の安全確保（親衛隊参照）
- 重要なインフラや政府施設の安全確保
- エル・アル航空やアルキア・イスラエル航空、イズレール航空の運航や外国におけるイスラエル大使館の安全確保

シャバックの役割に、イスラエル政府高官や公務員の（イスラエル大統領のような）身辺警護がある。シャバックはイスラエル市民が関わる地下組織やテロ集団の資金を絶つことも任務である。尋問とエージェントによるヒューミントでこの目的を遂行している。

## 組織
もともとはイスラエル国防軍の第184部隊が独立した組織であるため、かつては軍の影響の強い組織であった。
かつては4課体制を取っており、第1課が過激派やテロリスト、共産主義グループの監視、第2課が対ソ連防諜、第3課が国内にいるアラブ人の政治活動の監視、第4課がパレスチナ自治区でPLOに関する情報収集を行っていた。加えて「AL」というセクションが存在し、亡命ユダヤ人の監視や、聞き取りによる情報収集を行っていた。
現在では「アラブ部」、「非アラブ部」（防諜部）、「要人警護部」、「工作部」の4部体制となっている。アラブ部はかつての第3課と第4課が合併したもので、「政治情報課」「対テロリズム課」「尋問課」が存在している。非アラブ部はかつての第1課と第2課が合併したもので、「政治情報課」「対外諜報課」「尋問課」が存在している。

## 法的地位と手法
シャバックは、情報収集の手段としてヒューミントを多用している。対イスラエル攻撃計画や、パレスチナ要人の所在地などについての情報を収集する目的で、パレスチナ人の居住地区や組織の内部に協力者を確保し、情報提供を受けている。シャバックはハマースやイスラーム聖戦のようなパレスチナ組織の指導者を標的とする暗殺作戦において、情報提供者を使って圧倒的な成功を収めてきた。アフマド・ヤースィーンやアブドゥルアズィーズ・アッ＝ランティースィー殺害では、シャバックが如何にパレスチナ側に浸透しているかを示している。
イスラエル建国から2015年までに、4000～8000人パレスチナ人がスパイとしてイスラエルに協力した。その動機は、自らの逮捕・殺害の回避、イスラエルでの病気治療や市民権付与を含む報酬・見返り、和平への期待など様々である。その結果、ファタハ系アル・アクサ殉教者旅団やハマースといったパレスチナ人組織は、イスラエルに内通しないよう呼びかけ、シャバックに協力していると疑いをかけた同胞を殺害・処刑し、パレスチナ社会に深刻な相互不信を生んでいる。
シャバックは拘束した容疑者への尋問や、容疑者に同情的なふりをして近づいた他の囚人からも情報を引き出している。1987年、容疑者の尋問で拷問に近い尋問を行い、ランダウ委員会（前最高裁判所長官を委員長とする）はシャバックの尋問方法に関する2部構成の報告を用意した。公開されたのは1部だけであった。明らかになったのは、シャバックが日常的に暴力的な尋問を行い、シャバックの捜査官は、法廷で実際の方法について嘘を吐くよう指導されていることであった。委員会の報告は、将来の尋問方法についての指針も示したが、詳細は殆ど明らかにされていない。公開された箇所で明らかになったのは、シャバックは「必要に応じて」「適度な身体的圧力」を加えることが許されるという指針である。1994年、2000年2月まで公開されなかった報告で、1988年 - 1992年に「ランダウ委員会とGSSに違反して、ガザの取調室で拡大し続けたことが明らかになった。ガサの施設で働いたことのある人や上級取調官は、過酷で組織的な違反を行った。GSS上級指揮官はこうした違反を防げなかった。」
1999年、イスラエル最高裁判所はシャバックの捜査手法に対する請願数点を聴取した。明らかになったものに、(1) 「首と頭を早く揺さぶる方法で容疑者の上体を強く繰り返し揺さぶる」 (2) 長時間痛みを感じる体勢で束縛する (3) 長時間爪先立ちで「蛙の格好」をさせる などがある。裁判所は「必要性」の有無に関わらずそのような手法で行う権限がないと結論付けた。
司法省特別任務部にシャバックの尋問に関する申し立てを審査する上級調査官がいる。シャバックは心理的な手法でのみ尋問を行っているといっている。しかし、B'Tselemやアムネスティ・インターナショナルのような組織は、国際的基準で言えば拷問が日常的に依然として行われているとしている。
2002年、イスラエルのクネセトは、シャバックの活動を規制する法律を可決した。法の規定は以下の通りである。
- 首相はシャバックを管轄し、その活動に責任を負う。シャバック長官は首相に回答する。
- 戒厳令下を除き、シャバック長官の任期を5年とする。
- 尋問手法：明らかにされていない。

## 歴史

### 創設
イスラエルの独立宣言と共にシャバックはシン・ベートという名で国防省管轄組織として創設され、イサル・ハルエル（イスラエルの諜報の父で、後のイスラエル諜報特務庁長官）が長官になった。管轄は、後に国防軍から首相府に移った。イスラエルの独立でイスラエルに宣戦布告された第一次中東戦争でシャバックの担当は国内の治安のみとなった。その後防諜とイスラエル系アラブ人（第一次中東戦争でイスラエルに留まりイスラエルの市民権を認められたアラブ人）の監視が除かれただけであった。

### 初期の活動
創設時は地下活動を防ぐ一環としてシャバックは冷戦が全面戦争になればソ連を支持すると疑われたソ連寄りの野党も監視した。ダヴィド・ベン＝グリオン率いる野党指導部は、自分達の活動を知らせるには出版物の配布が良いと確信したが、出版したのはUri AvneriによるHaolam Hazeh紙だけだった。論争が始まり、その時シャバックのエージェント2人が、Meir Yeariの事務所に盗聴器を仕掛けて捕まった（YeariはMapam（社会主義シオニストの政党）の代表だが、ソ連とヨシフ・スターリンの見直しには好意的だった）。
シャバクが最も成功した事例の一つに、間違って良くモサドの功績にされるが、1956年にフルシチョフが行ったスターリン批判の写しを手に入れたことである。演説のポーランド語版が、ポーランド共産党官僚の秘書の男友達によりワルシャワのイスラエル大使館に持ち込まれた。シャバックのポーランド連絡官は、イスラエルにその写しを送った。イスラエル政府はその時イスラエル承認を明らかにしているアメリカ合衆国と情報を共有することに決めた。
第三次中東戦争までシャバックは防諜とイスラエル系アラブ人の政治活動の監視に焦点を当て続けた。シャバックの防諜活動で有名なのは、ソ連のスパイであることが明らかになった1961年のイスラエル・バー博士の逮捕であった。バーは予備役中佐でベングリオンの上級保安顧問で親友であり高官の仲間入りをしていた。バーは裁判を受け、10年の刑を受け（上訴後に最高裁判所で15年に増やされ）、獄死した。同年、ズデッツ出身のキリスト教徒のドイツ人でテクニオン工科大学教授クルト・シタがチェコのスパイであることが明らかになった。

### 第三次中東戦争後
第三次中東戦争後、シャバックはヨルダン川西岸地区とガザ地区のテロ活動の監視が、シャバックにとって更に優勢になり、今日シャバクの重要な任務であると見られている。Yeshayahu Leibowitzはこの地域の管理はイスラエルを「シャバック国」にするであろうと警告している。しかし、シャバックは民主的な価値や統治の分割を侵害せずシャバックが全体主義を防ぐ目的で制限を課している。

### 危機の時代
1984年-1986年、バスをハイジャックし人質を取ったテロリスト2人が事件を隠し偽の証拠を提示したシャバック担当官から裁判なしに処刑されたKav300事件後に大きな危機をシャバックは迎えた。この事件後、Avraam Shalomは（当時のシャバック長官）辞任を余儀なくされた。
この事件はシャバックの尋問方法を規定するランダウ委員会で決着が付いた。
1995年、危機はイガール・アミルによるイツハク・ラビン首相暗殺後に起きた。ラビン警護に失敗してCarmi Gillonが辞任を余儀なくされた。その後、シャムガル調査委員会は要人警護部に重大な欠陥がありシャバック（非アラブ局）ユダヤ部のAvishai Ravivの態度に挑発され怒ったことを知った。
Gillonの後任は外部のAmi Ayalon海軍大将であった。Ayalonはラビン暗殺後に組織を立て直し、世間の評判を取り戻すべく活躍した。
1996年、シャバックの一部門が、ハマスの爆弾製造班の代表Yahya Ayyashを携帯電話を使った爆弾で暗殺した。作戦はシモン・ペレス首相の命令で行われた。

### アルアクサ・インティファーダ
2002年、Ayalonは5年の任期を終え、シャバックの元職員Avi Dichterが後任になった。Dichterはサイェレット・マトカルの元コマンドで、シャバックのベテランエージェントであり、シャバックの評価を取り戻し、イスラエル国防軍とイスラエル警察との協力関係を強化した。外国の新聞は、シャバックがイスラエル国境警察の対テロ特殊部隊YAMAMと強固な関係であることを示唆した。
Dichterの時代にアルアクサ・インティファーダが勃発した。Dichterはすぐに2000年のキャンプデイヴィッド合意が崩れるとテロを起こすパレスチナ人に対する戦いを明確にして対応しようとした。
シャバックはパレスチナ人対策でその名を最も知られている。シャバックはイスラエル国防軍（IDF）が自爆攻撃を防げるようにする情報収集を行っている。この活動は予防的な逮捕や道路封鎖で通常行っている。
逮捕や特殊作戦によりヨルダン川西岸地区の自爆攻撃を防ぐのに加え、空爆によりテロの指導者をピンポイント攻撃し殺す目的でイスラエル空軍と強固な協力力関係がシャバックにある。標的は（イスラエルがテロリストとみなす）野戦指揮官とパレスチナ民兵組織の上級指導者、主にハマスの指導者だが、ジハード、アル・アクサ殉教者旅団、ファタハ、アルカーイダと関係のあるIad Al-Bikも標的になっている。こうした暗殺は、「標的となった殺害」と呼ばれ、通常はヘリコプターによる射撃で行い、イスラエル空軍司令官とシャバックのエージェントが、作戦を監視する司令部で共に担当している。シャバックの担当は、標的のいる場所や時間を調べることで、空軍はその標的が間違いなく求めているテロリストであることを確認して攻撃を行うことである（この部分は「身元確認と贖罪」と呼ばれている）。
第二次インティファーダにおけるシャバックの有効な活動は、イスラエル公民と反テロエキスパート双方に好評だった。

### 現状
2003年11月、シャバックの元長官4人（Avraham Shalom、Yaakov Peri、Carmi Gillon、Ami Ayalon）が、イスラエル政府にパレスチナ人との和平合意を要求した。
Ami Ayalonはパレスチナ人のSari Nusseibeh教授と共に全国センサスを立ち上げた。
Avi Dichterはヨルダン川西岸地区でパレスチナ人に対する防衛障壁建設を支持する代表の一人である。イスラエル政府は2003年にイスラエル西岸地区の分離壁の建設を開始した。それ以来Dichterが言うのは、障壁は「働いていて」、テロ攻撃を防ぎ減らす助けになっているということである。

2005年2月、アリエル・シャロンはシャバックの元エージェントでパレスチナ当局との上級交渉官で「標的となった殺害」の立案者であるYuval Diskinが5年の任期を終えるDichterの後任であると発表した。2005年5月15日、Dichterが記者から大きな拍手を受けて去った後にDiskinが着任した。Dichterは政治の世界に踏み入れ、現在アリエル・シャロン前イスラエル首相が創立したカディマ党の党員である。
2006年9月、シャバックはサイト作りで人材を初めて公募した。防衛予算で新たに行った募集は、コンピュータープログラマーを対象にしている。

### Rising Profile
嘗てはイスラエル社会では終生匿名で見えない存在であると考えられたが、今日特に長官のようなシャバックの高官は、イスラエル政府や実業界のトップの候補とみなされている。このような傾向は、嘗てイスラエル国防軍の将官や大佐だったモーシェ・ダヤン、アリエル・シャロン、イツハク・ラビンが、先駆者になっている。シャバックと対外情報機関モサドでは、イサル・ハルエルやモサドのMeir Amitが国会議員になったとしても、この傾向は後に（1990年代半ば）見られたことである。
シャバックの長官だった人が今日更に行為の候補になって見える存在になることが増えている。Yaakov Periは2002年にHaMazrahi銀行の会長になり、テレビ番組にも大いに出演するようになった。Avi DichterとAmi Ayalonが一次国防大臣の有力候補になる一方で（Dichterはアリエル・シャロンが結成したカーディマ党、Ayalonは労働党）、Carmi GillonはMevaseret Zionというエルサレム郊外で最も豊かな町の議会議長を務めた。Dichterは結局エフード・オルメルト率いる現政権で内務大臣になった。Ayalonはイスラエルとパレスチナで永続的な入植を請願する非政府組織人民の声のSari Nusseibehとイニシアチブを取っている。

## 批判
「シャバック手法」といわれるものは、パレスチナ人容疑者に対して嘗てシャバックが使用した強圧的な尋問方法である。公式には秘密主義のシャバックからは確認されていない。囚人の非公式な訴えでは、止まり木状の椅子か前傾姿勢の椅子に座らされ（快適に安定した姿勢で座れない）、音楽のような大音量の音をバッグの中で聞かせながら、腕と脚を椅子の後ろに反らさせたという。このような取り調べは簡単には終わらない。取り調べ中は眠ることは許されない。

## 名簿と年表

### イスラエル総保安庁史上の主な事件
- 1948年：イスラエル総保安庁（シャバック）がイスラエル保安庁（シン・ベート）として創設され、イスラエル参謀本部作戦局諜報課や外務省政治局（後のイスラエル諜報特務庁）と共に三大情報機関の一つとなる。
- 1956年：シャバックがニキータ・フルシチョフのスターリン批判の写しを手に入れる。
- 1961年：シャバックがソビエト連邦のスパイとしてイスラエル・バー博士を摘発する。
- 1984年：Kav300事件。テロリスト2人がバスをハイジャックし、イスラエル国防軍の特殊部隊とシャバックがバスを奪還すると、Avraam Shalomは生きたまま逮捕したテロリスト2人を殺害するよう命令した。当局は揉み消しを図った。
- 1987年:Izat Nafsu事件。ある担当官がスパイ容疑が晴れると、シャバックはその手法と規範について大いに批判された。
- 1995年：イガール・アミルによるイツハク・ラビン暗殺事件をシャバックは防げなかった。
- 1996年：シャバックはハマースの爆弾部門のトップYahya Ayyashを暗殺する。
- 2000年-2005年:アルアクサ・インティファーダとシャバック、情報収集と反テロの努力で主要な役割を果たす。Avraam Dichterは自爆攻撃とテロの指導者による暗殺を防いでシャバックについて大いに信頼を得る。

### シャバック長官
- イサル・ハルエル（1948年-1952年）
- Izi Dorot（1952年-1953年）
- Amos Manor（1953年-1963年）
- Yossef Harmelin（1964年-1974年）
- Avraam Ahitov（1974年-1981年）
- Avraam Shalom（1981年-1986年）
- Yossef Harmelin（1986年-1988年）
- Yaakov Peri（1988年-1994年）
- Carmi Gillon（1995年-1996年）
- Ami Ayalon（1996年-2000年）
- Avi Dichter（2000年-2005年）
- Yuval Diskin（2005年-2011年）
- Yoram Cohen（2011年-2016年）
- Nadav Argaman（2016年-2021年）
- Ronen Bar（2021年-）

## 大衆文化におけるシャバック
シャバックのスパイDahlia Talが、ユービーアイソフトのテレビゲームTom Clancy's Splinter Cell: Pandora Tomorrowに出てくる。冗談でLambertがシャバックを前線に送ると、フィッシャーは「Spooky、我々は誰を拷問しているのか」と応える。